# Lac Wissota
Le lac Wissota est une retenue d'eau artificielle créée par la construction d'un barrage sur la rivière Chippewa dans l'État du Wisconsin aux États-Unis.

## Géographie
En 1917 fut inauguré un barrage hydro-électrique construit sur la rivière Chippewa près de la ville de Chippewa Falls. Ce barrage forma un lac artificiel d'une grandeur de 24 km².
Le lac s'étend vers la ville de Lafayette.
Le lac Wissota est formé de deux parties (Little Lake Wissota et Big Lake Wissota), séparées par une péninsule centrale sur laquelle s'est développé une petite bourgade du nom de Lake Wissota Village.
Le lac Wissota est alimenté par les eaux de la rivière Yellow River.

## Anecdote
Dans le film de James Cameron, Titanic, Jack, le personnage principal, dit être allé pêcher là-bas avec son père lorsqu'il était jeune, or le film se passe en 1912, cinq ans avant la création du lac.